# Leporinus pitingai
Leporinus pitingai är en fiskart som beskrevs av Santos och Jégu, 1996. Leporinus pitingai ingår i släktet Leporinus och familjen Anostomidae. Inga underarter finns listade i Catalogue of Life.